# NCIS: Los Angeles (első évad)
Az itt található lista az NCIS: Los Angeles című televíziós sorozat első évadjának epizódjait tartalmazza.
| Eredeti cím | Eredeti bemutató     | Magyar cím             | Magyar bemutató      | #    |
| --- | -------------------- | ---------------------- | -------------------- | ---- |
| Identity | 2009. szeptember 22. | Egyezés                | 2010. március 5.     | 1x01 |
| A különleges ügynökökből álló csapat főhőseivel már megismerkedhettünk az NCIS elmúlt epizódjaiban. Ezúttal a csapat többi tagjának életébe is betekintést nyerhetünk, miközben egy emberrablási ügyön dolgoznak. - Vendégszereplő: Rocky Carroll mint Leon Vance. |                      |                        |                      |      |
| The Only Easy Day | 2009. szeptember 29. | Az egyetlen könnyű nap | 2010. március 5.     | 1x02 |
| Brutális módon meggyilkolnak egy drogkereskedőt. Hamarosan kiderül, hogy Sam Hannah ügynök személyesen is érintett az ügyben. |                      |                        |                      |      |
| Predator | 2009. október 6.     | Ragadozó               | 2010. március 12.    | 1x03 |
| Egy éles gyakorlat rosszul végződik: egy tengerésztiszt az életét veszíti az imitált akció során. Később azonban kiderül, hogy az eset nem a pilóta hibája volt, hanem valaki meghekkelte a rendszert. Az NCIS: Los Angeles feladata pedig az, hogy mihamarabb kiderítse, ki volt képes a nagy biztonságú katonai hálózatba behatolni. |                      |                        |                      |      |
| Search and Destroy | 2009. október 13.    | Kiiktatás              | 2010. március 19.    | 1x04 |
| Egy volt tengerészgyalogos megöl egy ügynököt a reptéren, aki korábban egy biztonsági cégnél volt a kollégája. Később kiderül, hogy a férfit azért követték Los Angelesig, mert Irakban megölt egy üzletembert, akit meg kellett volna védenie. Megkezdődik a kutatás a férfi után, ám Callen és Sam Hannah különleges ügynök csapdába kerül. |                      |                        |                      |      |
| Killshot | 2009. október 20.    | Hajsza                 | 2010. március 26.    | 1x05 |
| Amikor egy amerikai állampolgárt kegyetlenül meggyilkolnak az észak-koreaiak. Mindenki úgy gondolja, hogy eközben egy bizalmas adatokat tartalmazó szoftvernek is nyoma veszett. Hamarosan különös dologra derül fény Vance igazgató múltjából. Callen és Sam Hannah különleges ügynök súlyos dilemma elé kerül. - Vendégszereplők: Pauley Perrette mint Abby Sciuto és Rocky Carroll mint Leon Vance. - Megjegyzés: Lee Wuan Kai karaktere a későbbiekben az NCIS Végzet (Endgame) című epizódjában is felbukkan. |                      |                        |                      |      |
| Keepin' It Real | 2009. november 3.    | Nyílt lapokkal         | 2010. április 2.     | 1x06 |
| Amikor egy tengerészgyalogos lezuhan egy hotel tetejéről, az NCIS: Los Angeles csapata kezd el nyomozni az ügyben. Hamarosan kiderül, hogy a férfi kettős életet élt, s már csak az indítékot kell megtalálniuk. G. Callen és Sam Hannah különleges ügynök meglepő bizonyítékokra bukkan. |                      |                        |                      |      |
| Pushback | 2009. november 10.   | Visszatekintés         | 2010. április 9.     | 1x07 |
| Holtan találják azt az orosz nőt, akit Callen látott az ellene elkövetett merénylet előtt. Igaz, hogy személyes az ügy, Leon mégis a csoportra bízza a nyomozást. Hamarosan rájönnek, hogy az ügy összefügg Callen egyik orosz küldetésével is. Az akkori társait ugyanazon a napon ölték meg, amikor ő is megsebesült. A szálak John Cole-hoz vezetnek. - Vendégszereplő: Rocky Carroll mint Leon Vance. |                      |                        |                      |      |
| Ambush | 2009. november 17.   | Rajtaütés              | 2010. április 16.    | 1x08 |
| A csapat egy tengerészgyalogos halálát vizsgálja, miközben Hetty egy szenátusi meghallgatáson vesz részt Washingtonban. Az NCIS: Los Angeles nyomozása pedig később egy fegyveres csoporthoz és lopott rakétákhoz vezet. G. Callen és Sam Hannah különleges ügynök katasztrófahelyzettel szembesül. - Vendégszereplő: Rocky Carroll mint Leon Vance. |                      |                        |                      |      |
| Random on Purpose | 2009. november 24.   | Szándékos véletlen     | 2010. április 23.    | 1x09 |
| Frank McCallont holtan találják a lakásán. A férfi nemrég adta el az egyik találmányát a tengerészetnek, s emiatt gazdaggá vált. Külön élt a feleségétől, akinek a szeretője több kamerafelvételen is szerepel, amely a tett helyszíne körül készült. Abby azonban úgy véli, nem ő a tettes, hanem egy sorozatgyilkossal van dolguk, Ugyanis több, ehhez hasonló esetet talált. - Vendégszereplők: Pauley Perrette mint Abby Sciuto és Rocky Carroll mint Leon Vance.                                              |                      |                        |                      |      |
| Brimstone | 2009. december 15.   | Kénkő                  | 2010. április 30.    | 1x10 |
| Egy Irakban szolgált katonai alakulat tagjai, akiknek már letelt a szolgálati idejük, sorban halnak meg robbantásos merényletekben. A nyomozás közben Kensy és Hannah megmentik az egyik volt katonát, aki elmondja, hogy az egyik társuk, Tariq arca és teste egy iraki robbanás során torzult el. Az NCIS szerint ő akar bosszút állni az egység tagjain. |                      |                        |                      |      |
| Breach | 2010. január 5.      | Meghasonlás            | 2010. május 7.       | 1x11 |
| Amikor egy férfi autóval behajt egy hollywoodi sztriptízbárba, egy tengerésztiszt a testével véd meg egy ukrán táncoslányt, s az életét veszti. A nyomozás során Hannah és Kensy rájön, hogy a sofőr szándékosan hajtott be a bárba. Katya, a megmentett sztriptíztáncos először nem akar segíteni az NCIS-nek, később mégis együttműködik velük. |                      |                        |                      |      |
| Past Lives | 2010. január 12.     | Kísért a múlt          | 2010. május 14.      | 1x12 |
| Callen évekkel ezelőtt beépült néhány bűnöző közé. akik akkoriban 5 millió dollárt loptak el. ám most holtan találják az egyik társát, ezért Callennek ismét fel kell vennie Jason Pedro személyazonosságát. Felkeresi régi szerelmét, akinek a bátyja is benne volt az ügyben. Donnelly váratlanul lelövik, miközben Kensy a börtönben lévő társukat faggatja. - Megjegyzés: Adam Jamal Craig utolsó megjelenése állandó szereplőként                                                                             |                      |                        |                      |      |
| Missing | 2010. január 26.     | Eltűnt                 | 2010. szeptember 3.  | 1x13 |
| A csapat a karaoke est után az irodában gyülekezik. Mindenki megérkezik, ám Dom késik. Majd mindenki egyszerre kap riasztó üzenetet a telefonjára. Dom mobilja ugyanis automatikus vészjelzést küld. Bemérik az autóját, amelyet egy sikátorban meg is találnak: a kocsiban minden tiszta vér, az ügynöknek pedig nyoma sincs. - Megjegyzés: Barrett Foa első megjelenése állandó szereplőként; Adam Jamal Craig első visszatérő szerepe                                                                           |                      |                        |                      |      |
| LD50 | 2010. február 2.     | LD 50                  | 2010. szeptember 10. | 1x14 |
| A "Tűzvonalban" című reality sorozat aktuális adásában a forgatócsoport egy fegyverkereskedőket lefülelni készülő rendőrségi egységet követ. A helyszínre érve azonban csak holttesteket talának, ám nincsen rajtuk külsérelmi nyomok. Az NCIS kapja az ügyet. Hannah és Callen az épület átvizsgálása során megölt állatokat is talál. |                      |                        |                      |      |
| The Bank Job | 2010. február 9.     | A banki meló           | 2010. szeptember 17. | 1x15 |
| Felbukkan az az 5 millió dollár amelynek pár hónapja nyomát vesztette a csapat. Egy bankrablókból álló banda kapja meg fizetségként a Dzsihád Első Frontjától azért, hogy az egyik amerikai bankból rabolják el a lefoglalt 50 millió dollárjukat. Kensy az akció alatt a bankban tartózkodik, s megpróbál közbelépni, ám lelövik. |                      |                        |                      |      |
| Chinatown | 2010. március 2.     | Chinatown              | 2010. szeptember 24. | 1x16 |
| Egy lánybúcsút tartó társaság éppen egy híd alatt hajt át a limuzinjával, amikor egy akasztott férfi zuhan le a magasból. Calvin Lee tengerészgyalogos élete legnagyobb lehetősége, korvettkapitányi kinevezés előtt állt, így tette teljesen érthetetlen. Kensy Nate-tel együtt indul a férfi lakására, ahol rajtakapnak egy kábítószerrel üzletelő katonát. |                      |                        |                      |      |
| Full Throttle | 2010. március 9.     | Padlógázzal            | 2010. október 1.     | 1x17 |
| James Rush a katonaságnak dolgozott, s egy különleges akkumulátor kifejlesztésében segédkezett. egy illegális utcai autóversenyen azonban életét veszti, amikor felrobban az autója. A csapat kideríti, hogy éppen az akkumulátort tesztelte, ám a tragédiát nem ez okozta, valaki valamit elrontott az autón. A férfinak több ellenfele is volt a pályán. - Vendégszereplő: Dichen Lachman mint Allison Pritchett/Allysia Takada.                                                                                 |                      |                        |                      |      |
| Blood Brothers | 2010. március 16.    | Vértestvérek           | 2010. október 8.     | 1x18 |
| Két autóból golyózáport zúdítanak egy katonára. A környéken egyre több a halálos áldozatokat követelő bandaháború. |                      |                        |                      |      |
| Hand-to-Hand | 2010. április 6.     | Közelharc              | 2010. október 15.    | 1x19 |
| A harcművész csoport egyik tagját holtan találják egy sikátorban. A harcos véralvadásgátlótól vesztette életét. - Vendégszereplő: Eric Christian Olsen mint Marty Deeks. |                      |                        |                      |      |
| Fame | 2010. április 27.    | Hírnév                 | 2010. október 22.    | 1x20 |
| Az NCIS:Los Angeles csapata egy haditengerészeti tisztségviselő halálának ügyében folytat nyomozást, akit úgy tűnik, hogy magával ragadott Hollywood csillogása, és éppen ez lett a veszte. Hetty kérésére eközben csatlakozik a nyomozókhoz a hírességek világában is jártas Marty Deeks, akivel nem éppen könnyű együtt dolgozni. - Vendégszereplő: Eric Christian Olsen mint Marty Deeks. |                      |                        |                      |      |
| Found | 2010. május 4.       | 24 óra                 | 2010. október 29.    | 1x21 |
| Az NCIS csapat tagjai hónapokkal korábban eltűnt társuktól videoüzenetet kapnak: a férfit elrabolták. |                      |                        |                      |      |
| Hunted | 2010. május 11.      | Vadászat               | 2010. november 5.    | 1x22 |
| Hetty úgy dönt, hogy a Dom-mal való történtek után nem vezetheti többé az NCIS Los Angelesi irodáját, ezért személyesen adja át Leon-nak a felmondólevelét. Callen és Hanna eközben elkapják Mo-t, aki a vallomásával segíti a csoportot, hogy végre megtalálják a halott társuk merénylőit. - Vendégszereplő: Rocky Carroll mint Leon Vance. |                      |                        |                      |      |
| Burned | 2010. május 18.      | Felfedve               |                      | 1x23 |
| Callen-t egy gyanús férfi kezdi követni a reggeli sétája közben. Sikerül azonban leráznia a férfit, ám amikor ki akarná kérdezni, elüti egy autó. Mielőtt pedig meghalna, Callen nevét suttogja, s a férfi azonnal rájön, hogy felfedték a kilétét. Rögtön értesíti is a csapatot, majd eltűnik. Hanna persze nagyon szeretne segíteni neki, és Hetty is hajlandó megszegni a protokollt. - Vendégszereplő: Peter Wingfield mint Eugene Keelson.                                                                   |                      |                        |                      |      |
| Callen, G | 2010. május 25.      | Callen, G              |                      | 1x24 |
| Keelson halálával természetesen nem zárul le az ügy. Callen ugyanis talál egy kulcskártyát a férfinál, amivel egy raktárhelyiségben kialakított számítógépes központhoz vezeti a csapatot. A rengeteg ott található akta mindegyike pedig egy-egy ügynökről tartalmaz titkos információkat. A csapat így megpróbálja kideríteni, hogy ki lehetett a megbízó. - Megjegyzés: Peter Cambor utolsó megjelenése állandó szereplőként                                                                                    |                      |                        |                      |      |